# Liste des évêques d'Ondo
Liste des évêques d'Ondo
(Dioecesis Ondoensis)

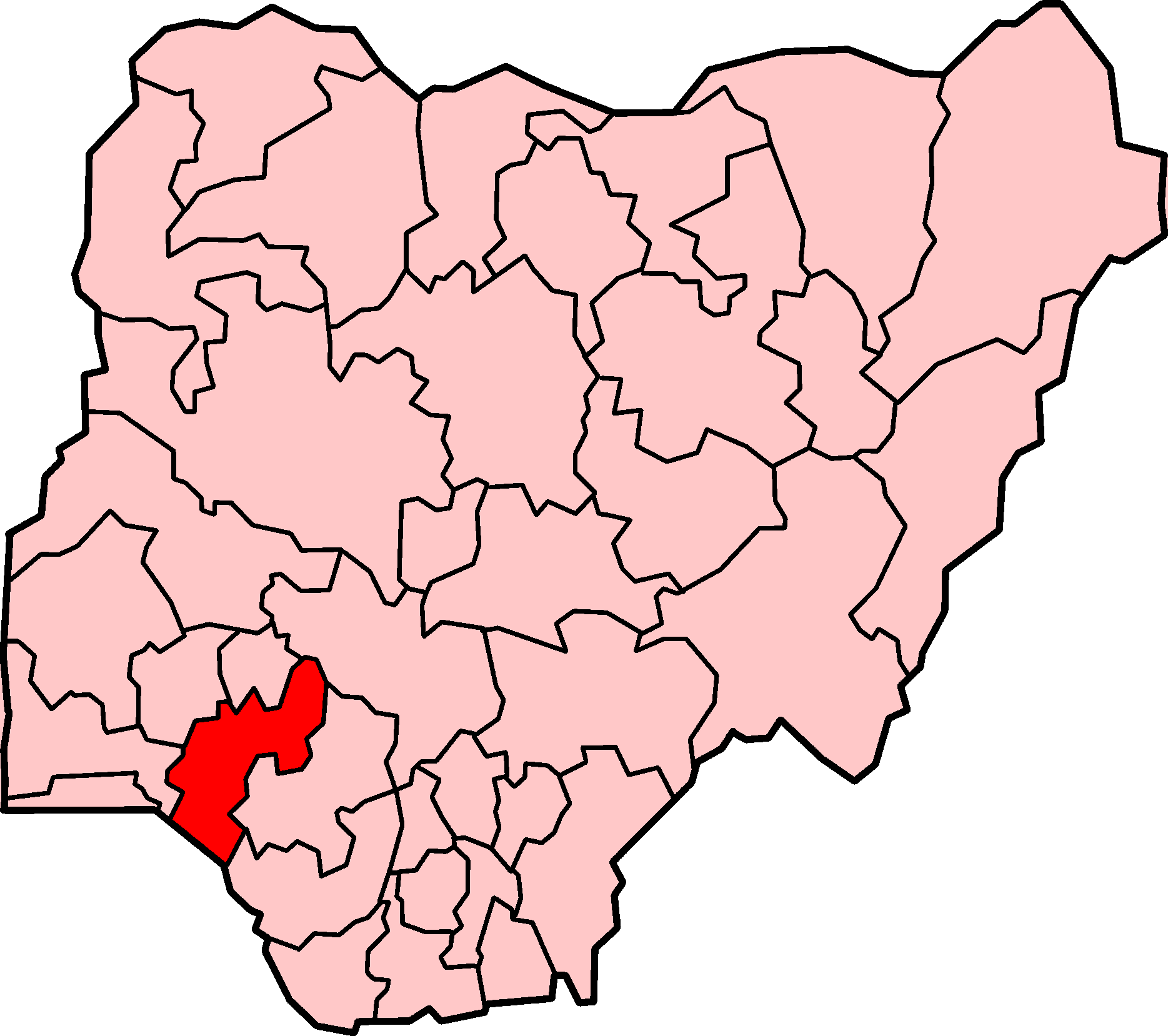
Localisation d'Ondo au Nigéria

Le vicariat apostolique nigérian d'Ondo-Ilorin est créé le 12 janvier 1943 par détachement de celui de la Baie du Bénin.
Il est érigé en évêché et change de dénomination le 18 avril 1950 pour devenir l'évêché d'Ondo. 

## Est vicaire apostolique
- 12 janvier 1943-18 avril 1950 : Thomas Hugues, vicaire apostolique d'Ondo-Ilorin.

## Puis sont évêques
- 18 avril 1950-17 avril 1957 : Thomas Hugues, promu évêque d'Ondo.
- 16 janvier 1958-31 mai 1976 : William Field (William Richard Field)
- 31 mai 1976-26 novembre 2010 : Francis Alonge (Francis Folorunsho Clement Alonge)
- depuis le 26 novembre 2010 : Jude Arogundade (Jude Ayodeji Arogundade)

## Sources
- L'Annuaire pontifical, sur le site http://www.catholic-hierarchy.org, à la page